# 小行星6449
小行星6449（6449 Kudara）是一颗围绕太阳公转的小行星。1991年2月7日，關勉在藝西天文台发现了此天体。
这颗小行星的绝对星等为162.1194392863205等。